# La Selle-la-Forge
La Selle-la-Forge település Franciaországban, Orne megyében. Lakosainak száma 1396 fő (2022. január 1.). La Selle-la-Forge Flers, Landigou, Messei és Athis-Val de Rouvre községekkel határos.

## Népesség
A település népességének változása:
| Lakosok száma | 1432 | 1451 | 1502 | 1466 | 1471 | 1478 | 1451 | 1423 | 1396 |
|               | 2013 | 2015 | 2016 | 2017 | 2018 | 2019 | 2020 | 2021 | 2022 |